# Danh sách tập phim Ben 10: Alien Force
Đây là danh sách tập phim hoạt hình Mỹ Ben 10: Alien Force. Có tổng cộng 46 được sản xuất và phát sóng.

## Tổng quan
| Mùa | Mùa | Số tập | Số tập | Phát sóng gốc        | Phát sóng gốc       |
| Mùa | Mùa | Số tập | Số tập | Phát sóng lần đầu    | Phát sóng lần cuối  |
| --- | --- | ------ | ------ | -------------------- | ------------------- |
|     | 1   | 13     | 13     | 18 tháng 4 năm 2008  | 28 tháng 8 năm 2008 |
|     | 2   | 13     | 13     | 10 tháng 10 năm 2008 | 27 tháng 3 năm 2009 |
|     | 3   | 20     | 20     | 11 tháng 9 năm 2009  | 26 tháng 3 năm 2010 |

## Danh sách tập

### Mùa một (2008)
| Số thứ tự tập theo xê-ri                                       | Số thứ tự tập theo mùa | Tên tập phim                                                          | Đạo diễn                | Biên kịch       | Ngày phát sóng      | Mã sản xuất |
| -------------------------------------------------------------- | ---------------------- | --------------------------------------------------------------------- | ----------------------- | --------------- | ------------------- | ----------- |
| 1                                                              | 1                      | "Sự trở lại của Ben, phần 1" "Ben 10 Returns, Part One"               | Dan Riba và Butch Lukic | Dwayne McDuffie | 18 tháng 4 năm 2008 | 101         |
| Ra mắt người ngoài hành tinh Omnitrix: Swampfire               |                        |                                                                       |                         |                 |                     |             |
| 2                                                              | 2                      | "Sự trở lại của Ben, phần 2" "Ben 10 Returns, Part Two"               | Dan Riba và Butch Lukic | Dwayne McDuffie | 18 tháng 4 năm 2008 | 102         |
| Ra mắt người ngoài hành tinh Omnitrix: Echo Echo, Humungousaur |                        |                                                                       |                         |                 |                     |             |
| 3                                                              | 3                      | "Mọi người cùng nói về Thời tiết" "Everybody Talks About the Weather" | Dan Riba                | Dwayne McDuffie | 26 tháng 4 năm 2008 | 103         |
| Ra mắt người ngoài hành tinh Omnitrix: Jetray                  |                        |                                                                       |                         |                 |                     |             |
| 4                                                              | 4                      | "Pha ghi điểm của Kevin" "Kevin's Big Score"                          | Butch Lukic             | Matt Wayne      | 3 tháng 5 năm 2008  | 104         |
| Ra mắt người ngoài hành tinh Omnitrix: Big Chill               |                        |                                                                       |                         |                 |                     |             |
| 5                                                              | 5                      | "Ánh sáng" "All That Glitters"                                        | Dan Riba                | Bob Goodman     | 10 tháng 5 năm 2008 | 105         |
| Ra mắt người ngoài hành tinh Omnitrix: Chromastone             |                        |                                                                       |                         |                 |                     |             |
| 6                                                              | 6                      | "Không còn ông nội" "Max Out"                                         | Butch Lukic             | Jim Krieg       | 17 tháng 5 năm 2008 | 107         |
| 7                                                              | 7                      | "Áp lực bến tàu" "Pier Pressure"                                      | Dan Riba                | Len Uhley       | 31 tháng 5 năm 2008 | 106         |
| Ra mắt người ngoài hành tinh Omnitrix: Brainstorm              |                        |                                                                       |                         |                 |                     |             |
| 8                                                              | 8                      | "Điều gì làm nên những cô gái nhỏ?" "What Are Little Girls Made of?"  | Butch Lukic             | Matt Wayne      | 7 tháng 6 năm 2008  | 109         |
| Ra mắt người ngoài hành tinh Omnitrix: Spidermonkey            |                        |                                                                       |                         |                 |                     |             |
| 9                                                              | 9                      | "Chiếc găng tay" "The Gauntlet"                                       | Dan Riba                | Rob Hoegee      | 14 tháng 6 năm 2008 | 110         |
| Ra mắt người ngoài hành tinh Omnitrix: Goop                    |                        |                                                                       |                         |                 |                     |             |
| 10                                                             | 10                     | "Nghịch lý" "Paradox"                                                 | Butch Lukic             | Jim Krieg       | 5 tháng 7 năm 2008  | 112         |
| 11                                                             | 11                     | "Trở thành kỵ sĩ" "Be-Knighted"                                       | Dan Riba                | Stan Berkowitz  | 12 tháng 7 năm 2008 | 108         |
| 12                                                             | 12                     | "Người hỗ trợ hội Plumbers" "Plumbers' Helpers"                       | Dan Riba                | Len Uhley       | 19 tháng 7 năm 2008 | 111         |
| 13                                                             | 13                     | "X = Ben + 2"                                                         | Butch Lukic             | Matt Wayne      | 31 tháng 8 năm 2008 | 113         |
| Ra mắt người ngoài hành tinh Omnitrix: Alien X                 |                        |                                                                       |                         |                 |                     |             |

### Mùa hai (2008 – 2009)
| Số thứ tự theo xê-ri | Số thứ tự theo mùa | Tên tập phim                                                 | Đạo diễn                | Biên kịch           | Ngày phát sóng       | Mã sản xuất |
| -------------------- | ------------------ | ------------------------------------------------------------ | ----------------------- | ------------------- | -------------------- | ----------- |
| 14                   | 1                  | "Sự trỗi dậy của Darkstar" "Darkstar Rising"                 | Dan Riba                | Dwayne McDuffie     | 10 tháng 10 năm 2008 | 201         |
| 15                   | 2                  | "Cô đơn cùng nhau" "Alone Together"                          | butch lukic             | Charlotte Fullerton | 17 tháng 10 năm 2008 | 202         |
| 16                   | 3                  | "Gia sư" "Good Copy, Bad Copy"                               | Butch Lukic             | Joseph Kuhr         | 24 tháng 10 năm 2008 | 203         |
| 17                   | 4                  | "Điệu nhảy cuối" "Save the Last Dance"                       | Dan Riba                | Amy Wolfram         | 7 tháng 11 năm 2008  | 204         |
| 18                   | 5                  | "Bí mật" "Undercover"                                        | Butch Lukic             | Adam Beechen        | 14 tháng 11 năm 2008 | 205         |
| 19                   | 6                  | "Dự án Thú cưng" "Pet Project"                               | john Fang               | Len Uhley           | 21 tháng 11 năm 2008 | 206         |
| 20                   | 7                  | "Bị cấm túc" "Grounded"                                      | Dan Riba                | Jim Krieg           | 26 tháng 11 năm 2008 | 207         |
| 21                   | 8                  | "Tiến vào Nhà giam Hư vô" "Voided"                           | Butch Lukic             | Jim Krieg           | 5 tháng 12 năm 2008  | 208         |
| 22                   | 9                  | "Bên trong một người" "Inside Man"                           | John Fang               | Matt Wayne          | 12 tháng 12 năm 2008 | 209         |
| 23                   | 10                 | "Người chung cảnh ngộ" "Birds of a Feather"                  | Dan Riba                | Stan Berkowitz      | 24 tháng 3 năm 2009  | 210         |
| 24                   | 11                 | "Khai quật" "Unearthed"                                      | Butch Lukic             | Charlotte Fullerton | 25 tháng 3 năm 2009  | 211         |
| 25                   | 12                 | "Chiến tranh thế giới, phần 1" "War of the Worlds, Part One" | Dan Riba và Butch Lukic | Dwayne McDuffie     | 27 tháng 3 năm 2009  | 212         |
| 26                   | 13                 | "Chiến tranh thế giới, phần 2" "War of the Worlds, Part Two" | Dan Riba và Butch Lukic | Dwayne McDuffie     | 27 tháng 3 năm 2009  | 213         |

### Mùa ba (2009 – 2010)
| Số thứ tự theo xê-ri                            | Số thứ tự theo mùa | Tên tập phim                                                    | Đạo diễn                  | Biên kịch           | Ngày phát sóng       | Mã sản xuất |
| ----------------------------------------------- | ------------------ | --------------------------------------------------------------- | ------------------------- | ------------------- | -------------------- | ----------- |
| 27                                              | 1                  | "Sự trả thù của Vilgax, Phần 1" "Vengeance of Vilgax, Part One" | Dan Riba và Butch Lukic   | Dwayne McDuffie     | 11 tháng 9 năm 2009  | 301         |
| 28                                              | 2                  | "Sự trả thù của Vilgax, Phần 2" "Vengeance of Vilgax, Part Two" | Dan Riba và Butch Lukic   | Dwayne McDuffie     | 11 tháng 9 năm 2009  | 302         |
| 29                                              | 3                  | "Địa ngục" "Inferno"                                            | John Fang                 | Len Uhley           | 18 tháng 9 năm 2009  | 303         |
| 30                                              | 4                  | "Vàng của kẻ ngốc" "Fool's Gold"                                | Dan Riba                  | Eugene Son          | 25 tháng 9 năm 2009  | 304         |
| 31                                              | 5                  | "Đơn giản" "Simple"                                             | Butch Lukic               | Stan Berkowitz      | 9 tháng 10 năm 2009  | 305         |
| Ra mắt người ngoài hành tinh Omnitrix: Lodestar |                    |                                                                 |                           |                     |                      |             |
| 32                                              | 6                  | "Vreedle, Vreedle"                                              | John Fang                 | Charlotte Fullerton | 16 tháng 10 năm 2009 | 306         |
| 33                                              | 7                  | "Chỉ có một tay" "Singlehanded"                                 | Dan Riba                  | Marty Isenberg      | 23 tháng 10 năm 2009 | 307         |
| 34                                              | 8                  | "Nếu thất bại" "If All Else Fails"                              | Butch Lukic               | Adam Beecham        | 6 tháng 11 năm 2009  | 308         |
| 35                                              | 9                  | "Theo cách của Charm" "In Charm's Way"                          | John Fang và Rick Morales | Peter David         | 13 tháng 11 năm 2009 | 309         |
| 36                                              | 10                 | "Thị trấn Ma" "Ghost Town"                                      | Dan Riba                  | Nicole Dubuc        | 20 tháng 11 năm 2009 | 310         |
| 37                                              | 11                 | "Đánh đổi" "Trade-Off"                                          | butch lukic               | Len Wein            | 4 tháng 12 năm 2009  | 311         |
| 38                                              | 12                 | "Chiếc hộp bận rộn" "Busy Box"                                  | Rick Morales              | Jake Black          | 11 tháng 12 năm 2009 | 312         |
| 39                                              | 13                 | "Lừa đảo" "Con of Rath"                                         | Dan Riba                  | Len Uhley           | 8 tháng 1 năm 2010   | 313         |
| Ra mắt người ngoài hành tinh Omnitrix: Rath     |                    |                                                                 |                           |                     |                      |             |
| 40                                              | 14                 | "Nguyên thủy" "Primus"                                          | Butch Lukic               | Charlotte Fullerton | 15 tháng 1 năm 2010  | 314         |
| 41                                              | 15                 | "Thời gian sẽ chữa lành" "Time Heals"                           | Rick Morales              | Len Ulhey           | 22 tháng 1 năm 2010  | 315         |
| 42                                              | 16                 | "Bí mật của Chromastone" "The Secret of Chromastone"            | Dan Riba                  | Rich Fogel          | 29 tháng 1 năm 2010  | 316         |
| 43                                              | 17                 | "Nhiều hơn mức cần thiết" "Above và Beyond"                     | Butch Lukic               | Eugene Son          | 12 tháng 3 năm 2010  | 317         |
| 44                                              | 18                 | "Mối tử thù" "Vendetta"                                         | Rick Morales              | Len Wein            | 19 tháng 3 năm 2010  | 318         |
| 45                                              | 19                 | "Trận chiến cuối cùng, phần 1" "The Final Battle, Part One"     | Dan Riba và Butch Lukic   | Dwayne McDuffie     | 26 tháng 3 năm 2010  | 319         |
| Ultimatrix Debuts: Ultimate Humungousaur        |                    |                                                                 |                           |                     |                      |             |
| 46                                              | 20                 | "Trận chiến cuối cùng, phần 2" "The Final Battle, Part Two"     | Dan Riba và Butch Lukic   | Dwayne McDuffie     | 26 tháng 3 năm 2010  | 320         |
| Ultimatrix Debuts: Ultimate Swampfire           |                    |                                                                 |                           |                     |                      |             |

## Phim điện ảnh
|                                                 |                      |  |  |  |  |  |
| "Ben 10: Cuộc xâm lăng ngoài hành tinh"         | 25 tháng 11 năm 2009 |  |  |  |  |  |
| Ra mắt người ngoài hành tinh Omnitrix: Nanomech |                      |  |  |  |  |  |

## Phim ngắn
|    |                                |                       |     |  |  |  |
| 1  | "Top 10 Gwen Moments"          | - 1 tháng 3 năm 2010  | N/A |  |  |  |
| 2  | "Top 10 Kevin Moments"         | - 2 tháng 3 năm 2010  | N/A |  |  |  |
| 3  | "Top 10 Scariest Moments"      | - 3 tháng 3 năm 2010  | N/A |  |  |  |
| 4  | "Top 10 Grossest Moments"      | - 4 tháng 3 năm 2010  | N/A |  |  |  |
| 5  | "Top 10 Punches"               | - 8 tháng 3 năm 2010  | N/A |  |  |  |
| 6  | "Top 10 Supporting Characters" | - 9 tháng 3 năm 2010  | N/A |  |  |  |
| 7  | "Top 10 Aliens"                | - 10 tháng 3 năm 2010 | N/A |  |  |  |
| 7  | "Top 10 Villains"              | - 11 tháng 3 năm 2010 | N/A |  |  |  |
| 8  | "Top 10 Stupidest Moments"     | - 15 tháng 3 năm 2010 | N/A |  |  |  |
| 9  | "Top 10 Cars"                  | - 16 tháng 3 năm 2010 | N/A |  |  |  |
| 10 | "Top 10 Omnitrix Aliens"       | - 17 tháng 3 năm 2010 | N/A |  |  |  |